# Dawydkowo (rejon wołogodzki)
Dawydkowo (ros. Давыдково) – wieś w Rosji, w rejonie wołogodzkim obwodu wołogodzkiego. W 2010 r. liczyła 6 mieszkańców.